# 화정남초등학교
화정남초등학교는 대한민국 광주광역시 서구에 있는 초등학교다.

## 학교 연혁
- 1992. 02. 06 화정남초등학교 설립인가
- 1992. 03. 01 제1대 이상택 교장 부임
- 1992. 04. 06 화정남초등학교 개교식 거행
- 1993. 02. 18 제1회졸업 (115명)
- 1996. 03. 01 화정남초등학교 명칭 변경
- 2015. 02. 16 제23회 154명 졸업(총 7,165명 졸업생 배출)
- 2015. 03. 01 제10대 박영 교장 선생님 부임
- 2019. 03. 01 제12대 정혜경 교장 선생님 부임
- 2021. 09. 01 제13대 유영환 교장 선생님 부임
- 2024. 03. 01 제 14대 전창식 교장 선생님 부임

## 참고 문헌
- 화정남초등학교 - 한국교육학술정보원 학교알리미